# 광주광역시의 무형문화재
광주광역시의 무형문화재는 무형문화재 중에서 광주광역시 내에 있는 문화재를 의미한다.

## 지정목록
| 번호 | 사진 | 명칭                                        | 소재지                                                        | 관리자 (단체)          | 지정일                | 참조 |
| 1호  |      | 남도판소리 (南道판소리)                     | 광주 광주전역                                                 |                        | 1974년 5월 28일 지정  |      |
| 2호  |      | 판소리강산제 (판소리岡山制)                 | 광주 남구 서1동 112-15                                        |                        | 1976년 9월 30일 지정  |      |
| 3호  |      | 탱화장 (撑畵匠)                             | 광주 광산구 운수동 46                                         |                        | 1985년 2월 25일 지정  |      |
| 4호  |      | 필장 (필장)                                 | 광주 남구 백운동 621-2, 남구 백운동 623-37, 남구 백운동 631-8 |                        | 2005년 3월 3일 지정   |      |
| 5호  |      | 청자도공 (靑磁陶工)                         | 광주 광산구 연산동 산870-1                                    |                        | 1986년 9월 29일 지정  |      |
| 6호  |      | 남도판소리서편제 (南道판소리西便制)         | 광주 광주전역                                                 |                        | 1989년 3월 20일 지정  |      |
| 7호  |      | 남도의례음식장 (南道儀禮飮食匠)             | 광주 광주전역                                                 |                        | 1989년 3월 20일 지정  |      |
| 8호  |      | 광산농악 (光山農樂)                         | 광주 광산구 소촌동 633-1                                      |                        | 1992년 3월 16일 지정  |      |
| 9호  |      | 남도창동편제 (南道唱東便制)                 | 광주 동구 대인동 308-11                                       |                        | 1993년 3월 20일 지정  |      |
| 10호 |      | 완제시조창 (完制時調唱)                     | 광주 서구                                                     |                        | 1995년 4월 20일 지정  |      |
| 11호 |      | 판소리고법 (판소리鼓法)                     | 광주 남구                                                     |                        | 1995년 4월 20일 지정  |      |
| 12호 |      | 악기장 (樂器匠)                             | 광주 광주전역 서석동 91-13                                    |                        | 1995년 11월 10일 지정 |      |
| 13호 |      | 화류소목장 (樺榴小木匠)                     | 광주 동구 소태동 120                                          |                        | 1996년 12월 24일 지정 |      |
| 14호 |      | 판소리강산제(심청가) (판소리江山制(沈靑歌)) | 광주 서구                                                     |                        | 1998년 2월 21일 지정  |      |
| 15호 |      | 판소리동편제(춘향가) (판소리東便制(春香歌)) | 광주 서구 양동 20                                             |                        | 1998년 2월 21일 지정  |      |
| 16호 |      | 판소리춘향가(동초제) (판소리春香歌(東超制)) | 광주 남구 서1동 238-5                                         |                        | 2000년 5월 16일 지정  |      |
| 17호 |      | 남도의례음식장 (南道儀禮飮食匠)             | 광주 북구                                                     |                        | 2002년 12월 27일 지정 |      |
| 18호 |      | 가야금병창 (伽倻琴倂唱)                     | 광주 북구 중흥3동 800-7                                       |                        | 2005년 3월 3일 지정   |      |
| 19호 |      | 대목장 (大木匠)                             | 광주 남구 진월동 481-4 현대아파트 307동 703호                 |                        | 2010년 2월 16일 지정  |      |
| 20호 |      | 나전칠장 (螺鈿漆匠)                         | 광주 남구 서1동 245-7                                         |                        | 2010년 2월 16일 지정  |      |
| 21호 |      | 탱화장                                      | 광주 북구                                                     | 송광무                 | 2012년 11월 26일 지정 |      |
| 22호 |      | 용전들노래                                  | 광주 북구 용전동                                              | (사)용전들노래보존회   | 2014년 7월 24일 지정  |      |
| 23호 |      | 광주영산재                                  | 광주 북구 두암3동                                             | (사)광주전통불교영산회 | 2014년 7월 24일 지정  |      |